# Hippokratész fája
Hippokratész fája Kósz szigetén található Görögországban.
A hagyomány szerint Hippokratész, az orvostudomány megalapítójának tartott görög bölcs ültette, és később tanított is alatta. Állítólag évszázadokkal később Pál apostol is hirdette az Isten igéjét a fa alatt.
A platán Kósz város központjában, a Lovagok Kastélya előtt áll.
Törzsének kerülete majdnem 12 méter, az egyik legnagyobb Európában. A világ orvosainak kedvelt zarándokhelye. Mellette nyaranta kulturális fesztiválokat rendeznek.